# La badia del tigre
La badia del tigre (títol original en anglès: Tiger Bay) és una pel·lícula britànica dirigida per J. Lee Thompson i estrenada el 1959. Ha estat doblada al català.

## Argument[2]
Gillie, una noia de 12 anys, ha vist el jove marí polonès Korchinsky abatre la seva amiga amb un revòlver. Gillie li amaga l'arma, però quan la policia la descobreix en possessió del revòlver, inventa històries, ja que s'han teixit entre ella i l'homicida vincles particulars...

## Repartiment
- John Mills: El policia Graham
- Horst Buchholz: Korchinsky
- Hayley Mills: Gillie
- Yvonne Mitchell: Anya
- Anthony Dawson: Barclay
- Megs Jenkins: Madame Philips

## Premis i nominacions

### Premis
- 1959: Os d'argent, Premi especial del jurat per Hayley Mills a la Berlinale
- 1960: BAFTA a la millor nova promesa per Hayley Mills

### Nominacions
- 1959: Os d'Or per J. Lee Thompson
- 1960: BAFTA a la millor pel·lícula per J. Lee Thompson
- 1960: BAFTA a la millor pel·lícula britànica per J. Lee Thompson
- 1960: BAFTA al millor guió per John Hawkesworth i Shelley Smith

## Al voltant de la pel·lícula
- Inici en el cinema de Hayley Mills, una de les noies de John Mills, que es convertirà en l'heroïna de les produccions Walt Disney durant els anys 1960.[3]